# Morning Musume Concert Tour 2003 Haru "Non Stop!"
Albums de Morning Musume
No.5
(2003) Best! Morning Musume 2
(2004)
Vidéos par Morning Musume
Love is Alive! 2002 Natsu
(2002) Concert Tour 2003 "15nin de Non Stop"
(2003)
Morning Musume Concert Tour 2003 Haru Non Stop ! (モーニング娘。コンサートツアー2003春 NON STOP !) est une vidéo musicale du groupe de J-pop Morning Musume sortie en 2003, la huitième d'un concert du groupe.

## Présentation
La vidéo sort aux formats VHS et DVD le 25 juin 2003 au Japon sous le label zetima. Le DVD atteint la 1re place à l'Oricon, et reste classé pendant 17 semaines, pour un total de 29 364 exemplaires vendus durant cette période. Un deuxième DVD en bonus contient un documentaire sur les coulisses du concert.
Le concert avait été filmé un mois et demi auparavant, le 5 mai 2003, dans la salle omnisports Saitama Super Arena, en promotion de l'album No.5 sorti un mois auparavant, dont neuf des chansons sont interprétées (deux étant précédemment sorties en singles). Six autres titres plus anciens sortis auparavant en singles sont également interprétés par le groupe, ainsi que les deux titres de son dernier single en date, As For One Day.
C'est le concert de graduation de Kei Yasuda, au terme duquel elle quitte officiellement le groupe Morning Musume pour se consacrer à d'autres activités artistiques, toujours dans le cadre du Hello! Project.
Une autre membre du groupe, la leader Kaori Iida, interprète un titre en solo, extrait de son premier album solo sorti deux semaines auparavant. Les sous-groupes de Morning Musume (Petit Moni, Mini Moni, Venus Mousse et Pocky Girls) interprètent également un de leurs titres au milieu du concert, de même que deux autres groupes du Hello! Project invités sur scène : Country Musume (avec Rika Ishikawa de Morning Musume) et Coconuts Musume (avec Mika de Mini Moni).
À la fin, sont présentées au public les quatre nouvelles membres de la "6e génération" de Morning Musume, qui ne participeront qu'aux deux dernières chansons du concert : Do it! Now et Never Forget ; à l'occasion de ces deux seuls titres en live, le groupe est donc composé de seize membres, formation qui restera la plus nombreuse de son histoire. Le dernier morceau du concert est interprété en solo par Kei Yasuda avec en chœur les autres membres du groupe.

## Participantes
- Morning Musume
  - 1re / 2e générations : Kaori Iida, Natsumi Abe / Kei Yasuda, Mari Yaguchi
  - 4e génération : Rika Ishikawa, Hitomi Yoshizawa, Nozomi Tsuji, Ai Kago
  - 5e génération : Ai Takahashi, Asami Konno, Makoto Ogawa, Risa Niigaki
  - 6e génération (sur deux titres) : Miki Fujimoto, Eri Kamei, Sayumi Michishige, Reina Tanaka
- Coconuts Musume (Ayaka, Mika)
- Country Musume (Asami, Rika Ishikawa, Mai Satoda)
- Kaori Iida en solo
- Petit Moni (Hitomi Yoshizawa, Makoto Ogawa, Ayaka)
- Mini Moni (Nozomi Tsuji, Ai Kago, Ai Takahashi, Mika)
- Venus Mousse (Kaori Iida, Mari Yaguchi, Hitomi Yoshizawa)
- Pocky Girls (Natsumi Abe, Kei Yasuda, Rika Ishikawa, Nozomi Tsuji, Ai Kago, Takahashi, Risa Niigaki, Makoto Ogawa, Asami Konno)

## Liste des titres
| 1.  | Opening (OPENING)                                                                | Présentation                                    |  |
| 2.  | As For One Day                                                                   | de l'album à venir Best! Morning Musume 2       |  |
| 3.  | MC 1                                                                             | Présentation                                    |  |
| 4.  | Top! (TOP!)                                                                      | de l'album No.5                                 |  |
| 5.  | Suggoi Nakama (「すっごい仲間」)                                                 | de l'album No.5                                 |  |
| 6.  | Member introduction VTR (メンバー紹介VTR)                                        | Présentation                                    |  |
| 7.  | MC2                                                                              | Présentation                                    |  |
| 8.  | (...) Hyokkori Hyōtanjima (モーニング娘のひょっこりひょうたん島)                 | de l'album à venir Best! Morning Musume 2       |  |
| 9.  | Renai Revolution 21 (恋愛レボリューション21)                                     | de 4th Ikimasshoi! / Best! Morning Musume 1     |  |
| 10. | Tsuyoki de Yukōze! (強気で行こうぜ!)                                             | de l'album No.5                                 |  |
| 11. | MC3 (par Tsuji, Kago, Takahashi, Ogawa, Konno, Niigaki)                          | Présentation                                    |  |
| 12. | Zurui Onna (English Version) (ズルい女...) (par Coconuts Musume)                 | du single Dance & Chance de Coconuts Musume     |  |
| 13. | Hajimete no Happy Birthday! (初めてのハッピーバースディ!) (Country Musume)       | Single de Country Musume ni Ishikawa Rika       |  |
| 14. | MC4 (par Kaori Iida)                                                             | Présentation                                    |  |
| 15. | Osavurio ~Ai wa Matte Kurenai~ (オサヴリオ~愛は待ってくれない~) (K.Iida)         | de l'album Osavurio (...) de Kaori Iida         |  |
| 16. | Wow Wow Wow (WOW WOW WOW) (par Petit Moni)                                       | Chanson de Petit Moni ; de l'album Petit Best 4 |  |
| 17. | Rock 'n' Roll Kenchō Shozaichi (...) (ロックンロール県庁所在地 (...) (Mini Moni) | Single de Mini Moni                             |  |
| 18. | Love Machine (LOVEマシーン)                                                      | de Best! Morning Musume 1 / 3rd -Love Paradise- |  |
| 19. | Sugoku Suki na no ni... ne (「すごく好きなのに...ね」)                           | de l'album No.5                                 |  |
| 20. | Yes! Pocky Girls (YES! POCKY GIRLS) (par Pocky Girls)                            | de l'album No.5                                 |  |
| 21. | MC 5                                                                             | Présentation                                    |  |
| 22. | Megami ~Mousse na Yasashisa~ (女神~Mousseな優しさ~) (par Venus Mousse)           | de l'album No.5                                 |  |
| 23. | MC6 (par Pocky Girls)                                                            | Présentation                                    |  |
| 24. | Sōda! We're Alive (そうだ! We're ALIVE)                                          | de l'album 4th Ikimasshoi!                      |  |
| 25. | I Wish (I WISH)                                                                  | de l'album Best! Morning Musume 1               |  |
| 26. | The Peace! (ザ☆ピ～ス!)                                                          | de l'album 4th Ikimasshoi!                      |  |
| 27. | MC 7                                                                             | Présentation                                    |  |
| 28. | Koko ni Iruzee! (ここにいるぜぇ!)                                                | de l'album No.5                                 |  |
| 29. | MC 8                                                                             | Présentation                                    |  |
| 30. | Sotsugyō Ryōko (...) (卒業旅行~モーニング娘。旅立つ人に贈る唄~)                  | de l'album No.5                                 |  |
| 31. | MC 9 (保田から6期メンバー紹介) (Yasuda présente la 6e génération)                | Présentation                                    |  |
| 32. | Do it! Now (interprété à 16 membres)                                             | de l'album No.5                                 |  |
| 33. | MC 10 (全員から保田へ贈るメッセージ) (Message de Yasuda)                         | Présentation                                    |  |
| 34. | Never Forget (Rock Ver.) (par Yasuda & Morning Musume)                           | "Face B" du single As For One Day               |  |

| 1. | Backstage Never Forget / Megami ~Mousse na Yasashisa~ (バックステージNever Forget／女神~Mousseな優しさ~／Never Forget) |  |
| 2. | Jankenpyon 1 / Mini Moni Jankenpyon (ジャンケンぴょん大会1 ／ミニモニ。ジャンケンぴょん)                               |  |
| 3. | Jankenpyon 2 / Mini Moni Jankenpyon (ジャンケンぴょん大会2 ／ミニモニ。ジャンケンぴょん)                               |  |
| 4. | Jankenpyon 3 / Mini Moni Jankenpyon (ジャンケンぴょん大会3 ／ミニモニ。ジャンケンぴょん)                               |  |
| 5. | Jankenpyon 4 / Mini Moni Jankenpyon (ジャンケンぴょん大会4 ／ミニモニ。ジャンケンぴょん)                               |  |